# Schlosswil
Schlosswil (tot 1902 officieel in het Duits Wyl) is een gemeente en plaats in het Zwitserse kanton Bern, en maakt deel uit van het district Bern-Mittelland.
Schlosswil telt 627 inwoners.